# Sergueï Kossorotov
Pour le handballeur homonyme, voir Sergueï Kossorotov (handball).
Sergei Kossorotov, né le 15 avril 1965, est un ancien judoka russe qui évoluait dans la catégorie des plus de 95 kg (poids lourds). Après un premier podium européen en toutes catégories en 1989, Sergei Kossorotov, alors soviétique, remporte le titre continental l'année suivante chez les poids lourds en s'imposant en finale contre le Belge Harry Van Barneveld. S'il ne conserve pas son titre continental l'année suivante, il se console avec le sacre mondial obtenu à Barcelone. En 1992, il est battu par Frank Möller pour le titre européen et ne peut participer aux Jeux olympiques de Barcelone, David Khakhaleichvili lui étant préféré dans l'équipe unifiée. En 1993, il doit se contenter du bronze lors des Mondiaux et d'une place d'honneur à l'Euro. Il retrouve cependant le haut de la hiérarchie mondiale en 1995. Sacré pour la seconde fois champion d'Europe, il devient vice-champion du monde à Chiba battu seulement par le Français David Douillet. Il participe à ses premiers Jeux olympiques en 1996 à Atlanta mais doit se satisfaire d'une septième place finale. Il obtient par la suite une dernière médaille européenne en 1996 et quelques places d'honneur avant de prendre sa retraite en 1999.

## Palmarès

### Jeux olympiques
- Jeux olympiques de 1996 à Atlanta (États-Unis) :
  - 7e dans la catégorie des plus de 95 kg (poids lourds).

### Championnats du monde
- Championnats du monde 1991 à Barcelone (Espagne) :
  -  Médaille d'or dans la catégorie des plus de 95 kg (poids lourds).
- Championnats du monde 1993 à Hamilton (Canada) :
  -  Médaille de bronze dans la catégorie des plus de 95 kg (poids lourds).
- Championnats du monde 1995 à Chiba (Japon) :
  -  Médaille d'argent en toutes catégories.
- Championnats du monde 1997 à Paris (France) :
  - 5e en toutes catégories.

### Championnats d'Europe
| Catégorie / Année      | 1989 | 1990 | 1991 | 1992 | 1993 | 1995 | 1996 |
| ---------------------- | ---- | ---- | ---- | ---- | ---- | ---- | ---- |
| + 95 kg (poids lourds) | -    | 1er  | 2e   | 2e   | 7e   | 1er  | 2e   |
| toutes catégories      | 3e   | -    | -    | -    | -    | -    | -    |

### Divers
Tournois :
- Tournoi de Paris (France) :
  - 1 podium 1988.